# Schweizerischer Drogistenverband

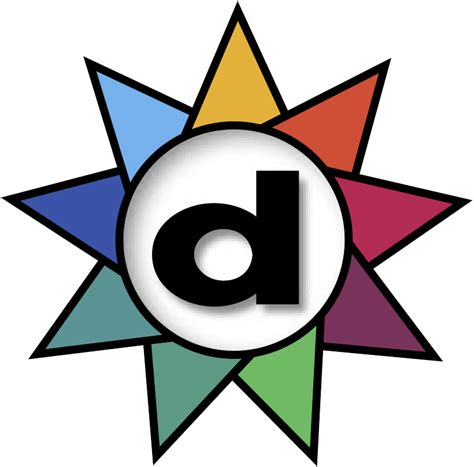
Logo des SDV seit 1966 (d-Stern)

Der Schweizerische Drogistenverband (SDV) ist der nationale Branchenverband von Drogerien in der Schweiz. Er wurde 1899 gegründet und hat heute seinen Sitz in Biel.

## Geschichte
1895 wurde in Bern der Bernische Drogistenverband gegründet, zwei Jahre bevor sich 1897 der Drogistenverein des Kantons Zürich konstituierte. Vertreter dieser beiden Verbände beschlossen im März 1899, Fachkollegen aus der ganzen Schweiz zur Gründung eines sämtliche Kantone umfassenden Verbandes einzuladen. Bereits drei Monate später, am 25. Juni 1899, erklärten die Sektionen Basel, Bern, St. Gallen, Genf, Waadt und Zürich im Hotel «Schweizerhof» in Olten einstimmig den «Schweizerischen Drogisten-Verband» als gegründet.

## Mitglieder
Der Schweizerische Drogistenverband hat rund 450 Mitglieds-Drogerien. Im Jahr 2023 arbeiteten bei diesen Drogerien 4380 Beschäftigte und 887 Auszubildende. In den letzten Jahren sah man einen Trend zu einer sinkenden Anzahl von Drogerien, jedoch mit einem steigenden Gesamtumsatz. Für die Verwendung des d-Sterns (Signet) und die Ausbildung von Lehrlingen ist eine Mitgliedschaft im SDV zwingend. Der SDV hat eine eigene Pensionskasse und bietet über die ÖKK vergünstigte Konditionen im Bereich der Zusatzversicherungen.

## Bildung
Der SDV fördert die vierjährige Grundausbildung zur Drogistin EFZ oder Drogist EFZ. Die Mitglieder-Betriebe sind dazu verpflichtet, dass ihr Team jährlich eine gewisse Anzahl an Weiterbildungen besucht. Damit soll die stetige Weiterbildung von Drogisten und Drogistinnen sichergestellt werden. Neben den Weiterbildungen gibt es nach der Lehre verschiedene Fortbildungen wie den Stellvertreterkurs (um einen Betrieb während der Abwesenheit der Geschäftsführung selbst leiten zu können) oder die höhere Fachschule (HF). Mit dem Abschluss der HF in Neuenburg NE ist das Leiten einer Drogerie erlaubt. Zudem erhöht sich der Lohn etwa um den Faktor 1,5.

## Politik
Der SDV vertritt die Interessen der Drogerien und will erreichen, dass Schweizer Drogerien als gleichberechtigte Akteure im Bereich der Medikamentenabgabe eingebunden werden. Bei Änderungen des Heilmittelgesetzes (HMG) spielt der SDV eine wichtige Rolle und versucht, das Gesetz zugunsten von Drogerien zu beeinflussen. Im Bereich der Bildung fordert der Verband von der Politik eine Stärkung des dualen Bildungssystems. Der SDV betont dabei, dass die Regulierungen für Lehrbetriebe nicht weiter zunehmen dürften und die Betriebe administrativ entlastet werden müssten.

## Qualitätssicherungssystem (QSS)
Das QSS ist ein verbindlicher SDV-Qualitätsstandard, der sicherstellt, dass die Mitglieder des SDV bezüglich Kompetenz und Marktauftritt den aktuellen gesetzlichen Vorschriften und den Erwartungen der Kundschaft an eine Drogerie gerecht werden. Das QSS umfasst viele Aufgaben im Alltag einer Drogerie. Dazu gehören:
- Fort- und Weiterbildung
- Herstellung nach Guter Herstellungspraxis (engl.: Good Manufacturing Practice – GMP)
- Beratung

Wenn die QSS-Anforderungen nicht erfüllt werden, ist mit Konsequenzen für den Betrieb zu rechnen. Dazu zählen insbesondere die Sanktionen, die zur Folge haben, dass der jeweilige Betrieb auf das Logo des SDV verzichten muss. Wenn eine Drogerie die QSS-Anforderungen wieder erfüllt, kann der Betrieb einen Antrag auf die Wiederverwendung des Verbandslogos an den Zentralvorstand stellen.

### Ausbildung im Bereich QSS
In den verschiedenen Stufen der Aus- und Fortbildung, wie auch in einem eigenen QSS-Grundkurs, werden die grundlegenden Rahmenbedingungen vermittelt.

## Publikationen
Die Publikationen des SDV können grob in zwei Kategorien eingeordnet werden:

### Fachmedien
Für das Personal in Drogerien und Drogerie-Apotheken gibt es den wöchentlichen elektronischen Newsletter d-mail. Hinzu kommt zehnmal pro Jahr das Fachmagazin Wirkstoff, in dem Aktuelles über den SDV, medizinisches Wissen sowie Beratungsempfehlungen vermittelt werden.

### Publikumsmedien
Das bekannteste Medium in diesem Bereich ist die Zeitschrift Drogistenstern. Darin finden sich Reportagen zu unterschiedlichen Themen, die meist einen Bezug zur Drogerie haben und die Kaufkraft der Kundschaft stärken sollen. Daneben betreibt der SDV auch die Website «vitagate.ch», welche sowohl von Laien als auch von Fachpersonen aus der Drogerie genutzt werden kann.